# Sgùrr Mòr
Sgùrr Mòr är ett berg i Storbritannien.   Det ligger i kommunen Highland och riksdelen Skottland, i den norra delen av landet, 700 km norr om huvudstaden London. Toppen på Sgùrr Mòr är 1 110 meter över havet.
Terrängen runt Sgùrr Mòr är huvudsakligen kuperad. Sgùrr Mòr är den högsta punkten i trakten. Trakten runt Sgùrr Mòr är nära nog obefolkad, med mindre än två invånare per kvadratkilometer. Trakten runt Sgùrr Mòr består i huvudsak av gräsmarker.